# Понырь (приток Воложбы)
Понырь (Понырье, Понырья) — река в России, протекает в Бокситогорском районе Ленинградской области. Правый приток реки Воложба, бассейн Сяси.

## География
Понырь начинается в болотах западнее озера Судомля и деревни Климово. Течёт на запад. Впадает в Воложбу в 71 км от устья последней. Длина реки составляет 15 км. Населённых пунктов на Поныри нет.

## Данные водного реестра
По данным государственного водного реестра России относится к Балтийскому бассейновому округу, водохозяйственный участок реки — Сясь, речной подбассейн реки — Нева и реки бассейна Ладожского озера (без подбассейна Свирь и Волхов, российская часть бассейнов). Относится к речному бассейну реки Нева (включая бассейны рек Онежского и Ладожского озера).
Код объекта в государственном водном реестре — 01040300112102000018099.